# 希尔多恩
希尔多恩（德語：Schildorn）是奥地利上奥地利州里德县的一个市镇。总面积13平方公里，总人口1116人，人口密度85.8人/平方公里（2005年）。